# Michel Bernard (homme politique, 1921-1999)
Pour les articles homonymes, voir Michel Bernard et Bernard.
Michel Bernard, né le 23 juillet 1921 à Évreux (Eure) et mort le 16 décembre 1999 à Suresnes (Hauts-de-Seine), est un homme politique français.

## Mandats
- Député de Seine-et-Oise (1956-1958)